# Евмен II
Евмен II Сотер (дав.-гр. Εὐμένης Β' Σωτήρ, 221 — 159 до н. е.) — володар Пергама у 197 — 159 до н. е., син Аттала I Сотера.

## Біографія
В 195 до н. е. допоміг римлянам в війні проти спартанского тирана Набіса, у відповідь Рим зголосився разом з Евменом боротися проти Антіоха III. У 191 р. до н. е. з'єднавшись з римською ескадрою в Егіні, Евмен II відплив до берегів Анатолії і біля Фокеї завдав поразки сирійському флоту. Під час вирішальної битви при Магнезії (190 р. до н. е.) Евмен II взяв на себе командування лівим флангом союзних військ, відбив атаку серпоносних колісниць і завдав нищівного удару, який забезпечив загальну перемогу. За Апамейським миром приєднав до Пергама Херсонес Фракійський, Лісімахію і усі азійські володіння Селевкідів на північ від Тавру, за винятком Лікії і частини Карії.
Перетворивши Пергам на найбільшу і найпотужнішу державу Анатолії, взявся за розбудову столиці. Звів новий акрополь, величний вівтар, присвячений перемогам свого батька Аттала I, створив Пергамську бібліотеку, облаштував парк у Нікіфорії.
У 186 до н. е. розпочалася Перша Віфінська війна. Віфінський цар Прусій I Кульгавий був незадоволений результатами Апамейського миру і відмовився віддати Евмену II Фригію. Пергамські війська завдали кілька поразок віфінцям та їх союзникам, хоча віфінським військом керував карфагенський полководець Ганнібал.
184 до н. е. Евмен II отримав епітет Сотер (дав.-гр. Σωτήρ, Спаситель) за перемогу у важливій битві, де він власноруч керував військом. Від повного розгрому Прусія I врятувало втручання Риму. До Малої Азії був відправлений Тит Квінкцій Фламінін з наказом «примусити двох царів до миру». За результатами війни до Пергамської держави була приєднана Мізія Олімпійська та Гелеспонтська Фригія.
У 182 до н. е. втягнувся у війну з понтійським царем Фарнаком I, що тривала до 179 р. до н. е. і завершилася визнанням влади Евмена II над Галатією. В 175 р. до н. е. вигнав узурпатора Геліодора і передав владу над державою Селевкідів Антіоху IV.
В 172 до н. е. відвідав Рим, намагаючись схилити союзника до війни з македонським царем Персеєм. Македонці влаштували замах на Евмена II, коли той відвідував Дельфи, проте цар дивом залишився живим. Коли римляни таки розпочали війну з Персеєм, Евмен II прибув до Фессалії із власним загоном та фактично врятував римлян після поразки під Сікурією. Згодом однак Персей почав зазнавати поразки і навіть звернувся до Евмена II за підтримкою. Пергамський цар відмовив, запропонувавши натомість посередництво в перемовинах з римлянами, запросивши за цю «послугу» 1500 талантів. Персей пошкодував грошей, але римляні почали ставитися до пергамського володаря з підозрою. Від капітуляції Македонії Евмен II нічого не отримав, а коли проти нього повстали галати — Рим не лише не надав допомогу, але й змусив надати Галатії самостійність (166 р. до н. е.).

## Сім'я та діти
Напередодні Сирійської війни басилевс Антіох III Великий запропонував свою дочку у дружини Евмену II, намагаючись таким чином укласти союз проти Риму. Але Евмен відмовив Антіоху та взяв у дружини Стратоніку, дочку каппадокійського царя Аріарата IV. У цьому шлюбі народився син Аттал III. Також від наложниці мав сина Арістоніка, ватажка антиримського повстання.